# Слідчий ізолятор

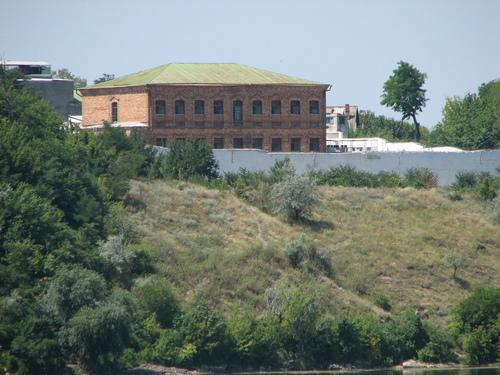
СІЗО в Миколаєві

Слідчий ізолятор (СІЗО) — пенітенціарна установа, яка призначена для утримування осіб, щодо яких було обрано запобіжний захід у вигляді тримання під вартою на будь-якій стадії кримінального судочинства (до судового процесу, після вироку до направлення в арештний дім, виправний центр чи колонію), крім військовослужбовців, які утримуються на гауптвахті.

## Юридичний статус
Слідчі ізолятори України діють на підставі «Правил внутрішнього розпорядку слідчих ізоляторів Державної кримінально-виконавчої служби України», затверджених Наказом №-1769/5 від 14.06.2019 Міністерства юстиції України.
Слідчі ізолятори є юридичними особами і мають печатки з зображенням Державного Герба України та найменування цієї установи.

## Контингент
У слідчих ізоляторах утримуються особи, щодо яких було обрано запобіжний захід у вигляді тримання під вартою, особи, щодо яких було застосовано екстрадиційний або тимчасовий арешт, особи, які чекають на звернення вироку до виконання або подали апеляцію за відсутності підстав для зміни запобіжного заходу, особи, засуджені до позбавлення волі, відносно яких відкрито іншу кримінальну справу, яка розглядається в суді, військовослужбовці, яких було засуджено до тримання в дисциплінарному батальйоні до направлення в цей батальйон. Крім того, 89 статтею Кримінально-виконавчого кодексу України передбачено, що особи, вперше засуджені до позбавлення волі за нетяжкі і тяжкі злочини, можуть за їхньою згодою залишитися у слідчому ізоляторі для здійснення господарських робіт. Аналогічні норми містяться також у статті 67 Кримінально-виконавчого кодексу Білорусі.

## Режим

### Нагляд
У слідчих ізоляторах забезпечується дотримання режиму, зокрема охорони засуджених, нагляду за ними та дотримання вимог роздільного тримання (чоловіків і жінок, неповнолітніх і дорослих, засуджених і підозрюваних/обвинувачених тощо). Норма площі на одну особу в слідчому ізоляторі становить не менше 2,5 квадратних метрів (а для вагітних жінок або жінок з дитиною — 4,5 кв. метри). Адміністрація слідчих ізоляторів здійснює матеріальне, соціально-побутове, харчове забезпечення ув'язнених, здійснює контроль над побаченнями осіб, які тримаються під вартою, переглядає скарги, листи і заяви і в разі потреби направляють їх за призначенням (особі, яка провадить дізнання, чи слідчому, судам, захиснику тощо), застосовує заходи заохочення і стягнення, у разі необхідності застосовує заходи фізичного впливу тощо.
При прибутті до слідчого ізолятора особи підлягають обшуку, медичному огляду і санітарній обробці. Після цього вони розміщуються у маломісних або загальних камерах. Правила роздільного тримання поширюються як на камери утримання, так і на інші об'єкти (об'єкти праці, коридори, місця санітарної обробки тощо). Неповнолітні розміщуються в окремих корпусах, секціях або поверхах.

### Розпорядок дня
Адміністрація слідчих ізоляторів зобов'язана ознайомити осіб, які утримуються в СІЗО, з правилами поведінки в слідчих ізоляторах та з розпорядком дня, який складається відповідно до типового і передбачає час для восьмигодинного безперервного сну, підйому, туалету, прийому їжі, праці, підготовки до сну, профілактичних та інших заходів. 

### Побачення
Відповідно до кримінально-процесуального законодавства особам, які тримаються в СІЗО, з дозволу слідчого або суду може бути влаштовано короткострокові побачення з родичами чи іншими особами. На підставі дозволу слідчого, заяви особи, яка прибула на побачення, начальник слідчого ізолятора надає письмовий дозвіл і розпорядження черговому помічнику на його проведення. Учасникам побачень роз'яснюються правила проведення побачень і повідомляють про відповідальність у вигляді дострокового припинення побачення у разі їх порушення. Особи, які виводяться на побачення, підлягають обшуку до нього і після його закінчення. Зустріч відбувається у присутності персоналу СІЗО (у разі порушення співробітник попереджає про неприпустимість порушення правил, а в разі повторного порушення припиняє побачення) або під відеонаглядом. Побачення можуть здійснюватись як у закритих умовах (через суцільне розмежувальне скло та переговорний пристрій), так і у відкритих; вид визначається адміністрацією слідчого ізолятора з урахуванням поведінки ув'язненого або засудженого під час перебування в СІЗО, у тому числі під час попередніх побачень, а також рекомендацій психолога.

### Прогулянки
Відповідно до Кримінально-виконавчого кодексу України, Закону України «Про попереднє ув'язнення» особам, які тримаються в слідчих ізоляторах, надаються прогулянки тривалістю одна години (деяким категоріям осіб — дві години). Вказані прогулянки відбуваються у спеціальних прогулянкових двориках. У прогулянкових двориках розміщується спортивний інвентар, а за можливості — стіл для гри в настільний теніс та тренажери, встановлюється лавка. Для забезпечення належного нагляду та контролю за поведінкою ув’язнених і засуджених, а також інших осіб застосовуються технічні засоби нагляду і контролю приміщень СІЗО, у тому числі прогулянкових двориків.

### Листування
Ув'язнені особи мають право листуватися лише за згодою особи чи органу, які здійснюють кримінальне провадження, засуджених — за правилами КВК. Надсилання листів здійснюється через адміністрацію СІЗО. Всі листи, які відправляють або отримують ув'язнені, підлягають перегляду (крім окремих випадків). Ув'язнені мають право на подання пропозицій, скарг та заяв відповідно до законодавства; зазначені звернення розглядаються адміністрацією СІЗО або надсилаються за належністю.

### Праця ув'язнених
Особи, узяті під варту, та засуджені можуть долучатися до праці за їх згодою та з дозволу особи/органу, які здійснюють кримінальне провадження. Місцями праці є розташовані у межах території слідчого ізолятора виробничі майстерні та робочі камери. Ув'язнені не допускаються до роботи на окремих посадах.
Без оплати праці ув'язнені можуть залучатись лише до робіт, пов’язаних зі створенням належних санітарно-побутових умов і впорядкуванням СІЗО — почергово, у вільний від слідчих дій та участі у судових засіданнях час та не більше ніж на дві години на день.
Кількість осіб, залишених у слідчому ізоляторі на роботах з господарського обслуговування, не має перевищувати 5 % місць (планових) в ізоляторі.

### Соціально-психологічна та педагогічна допомога
Особам, які тримаються у слідчому ізоляторі, надається соціально-психологічна та педагогічна допомога, спрямована на надання їм послуг правового та культурно-освітнього рівня, дотримання ними законів, виконання вимог правил поведінки та режиму тримання, надання психологічної підтримки і виражена у формі групових та індивідуальних бесід, а також просвітницької роботи. 
Камери та інші приміщення слідчого ізолятора та карцери радіофікуються, ув'язненим і засудженим надається можливість перегляду телепередач. Молодим ув'язненим (від 14 до 35 років) дозволяється отримувати допомогу від спеціалістів центрів соціальних служб для сім'ї, дітей та молоді.
Ув'язненим надаються комплекти для настільних ігор — один комплект на 4 особи. Крім того, ув'язнені забезпечуються літературою, яка є у спеціалізованих бібліотеках. Також створюється можливість для навчання і самоосвіти, організовується навчання у навчальних класах за загальноосвітньою програмою.

### Карцер
Найсуворішим заходом стягнення, який передбачений Законом «Про попереднє ув'язнення» (а для засуджених — Кримінально-виконавчим кодексом України), є поміщення в дисциплінарний ізолятор. У слідчих ізоляторах таким приміщенням є карцер. Туди поміщаються особи начальником слідчого ізолятора чи особою, яка його заміщає, за найбільші порушення на строк не більше десяти (неповнолітніх — п'яти) діб після огляду лікарем чи фельдшером, який має зазначити, що особа витримає це стягнення без шкоди для здоров'я.
Особисті речі, продукти харчування (крім засобів особистої гігієни) особа, що поміщається до карцеру, залишає в камері; перед безпосереднім поміщенням у карцер особа обшукується.
У карцері особа перебуває наодинці (за рішенням начальника СІЗО — з іншою особою) без права на побачення (крім захисників і священнослужителів), одержання посилок і бандеролей, придбання продуктів харчування і предметів першої потреби, користування настільними іграми. Особи забезпечуються індивідуальним спальним місцем і постільними речами, а також спеціальним одягом. Їм надається щоденна прогулянка у звичайному режимі.

### Матеріально-побутове забезпечення
Кожному ув'язненому надаються безкоштовно харчування, індивідуальне спальне місце, постільні речі та інші види матеріально-побутового забезпечення, за необхідності — одяг і взуття.
Ув'язнені забезпечуються харчуванням за встановленими нормами; прийом їжі відбувається в камерах. Засуджені, залишені для роботи з господарського обслуговування слідчого ізолятора, харчуються в приміщенні для приймання їжі відділення соціально-психологічної служби або в їдальні, а особи, які працюють у виробничих майстернях або робочих камерах, приймають їжу за місцем роботи або в камерах.
Ув'язнені тримаються в особистому одязі; засуджені, залишені для роботи з господарського обслуговування, перебувають в одязі встановленого зразка для засуджених.

### Медичне забезпечення
Відповідно до Закону України «Про попереднє ув'язнення», законодавства України про охорону здоров'я, Наказу Міністерства юстиції України і Міністерства охорони здоров'я України «Про затвердження Порядку організації надання медичної допомоги засудженим до позбавлення волі» (відповідно до п. 28 розділу I поширюється на осіб, які тримаються в СІЗО) організовується медичне обслуговування, лікувально-профілактична та протиепідемічна робота. У СІЗО функціонує медична частина. У СІЗО здійснюється медичний контроль за станом здоров'я ув'язнених шляхом проведення оглядів та обстежень, виявлення осіб, які потребують медичного нагляду або лікування, запобігання поширенню епідемій, амбулаторне та стаціонарне лікування хворих.
Всі громадяни, доставлені в слідчий ізолятор, підлягають медичному огляду, який здійснює лікар або фельдшер у спеціально обладнаній для цього кімнаті. Особи з інфекційними хворобами, а також хворі на туберкульоз (чи з підозрою на це) відразу ізолюються. Виведення осіб на амбулаторне лікування здійснюється за попереднім записом (без попереднього запису прийом здійснюється за рішенням лікаря або фельдшера) і таким чином, щоб унеможливити порушення вимог ізоляції. Всім особам, які вибувають із слідчого ізолятора, проводиться остаточний медичний огляд, деякі категорії хворих не допускаються до переміщення.
Ув'язнені підлягають обов'язковому тілесному огляду  медичним працівником під час гігієнічного миття.
Ув'язнені та засуджені мають право на звернення за лікарськими консультаціями та лікуванням до платних закладів охорони здоров'я за власний рахунок. Консультування та амбулаторна допомога у цьому випадку надається в медичній частині, а стаціонарна — у цих закладах на підставі медичного висновку та під охороною.
У разі необхідності надання невідкладної медичної допомоги, яка не може бути надана в медчастині ізолятора, особа транспортується до лікарні з «орієнтовного переліку» закладів охорони здоров'я, які можуть і мають право надати медичну допомогу та забезпечити ізоляцію осіб, узятих під варту. Керівництво слідчого ізолятора забезпечує своєчасний виклик бригади швидкої медичної допомоги, а також охорону особи, узятої під варту, у випадку її госпіталізації.
У разі смерті факт біологічної смерті засвідчує лікар закладу охорони здоров'я Державної кримінально-виконавчої служби. Розтин трупа здійснюється в загальному порядку у найближчому закладі, де він може бути проведений.

## Слідчі ізолятори в Україні
СІЗО в Україні — пенітенціарна установа Державної кримінально-виконавчої служби.
Станом на 1 січня 2023 15 501 особа перебуває у 14 слідчих ізоляторах і 10 установах виконання покарань з функцією СІЗО України. З них 1932 особи — на стадії досудового розслідування, 7464 — судового розгляду (до винесення вироку).